# Maurice Mallet
Maurice Mallet (17 avril 1861 à Paris – 27 juillet 1926 à Paris) est un entrepreneur et aérostier français, fondateur d'une entreprise appelée aujourd'hui Zodiac Aerospace.

## Biographie
En 1896, Mallet se joint avec Henry de La Vaulx et d'autres associés pour fonder la compagnie Mallet, Mélandri et de Pitray. Elle fabrique d'abord des ballons à gaz pour le sport et le tourisme. Elle est renommée en 1899 Ateliers de constructions aéronautiques Maurice Mallet. Les ateliers Mallet prospèrent grâce aux commandes régulières de l'Aéro-Club de France dont il est un des cofondateurs. En 1902-1903, Maurice Mallet s'associe avec Victor Tatin pour construire le dirigeable La Ville de Paris pour Henri Deutsch de la Meurthe. Mais ce n'est pas un succès et Deutsch de la Meurthe lance un autre dirigeable du même nom plus performant.
Mallet enregistre des brevets pour plusieurs inventions liées aux dirigeables,. Vers 1908, la compagnie devient la Société française des ballons dirigeables, puis en 1911 Zodiac, officiellement Société Zodiac, anciens Établissements aéronautiques Maurice Mallet. Elle connaît un grand essor avec la construction d'aéroplanes et d'aéronefs, notamment pour l'Aérostation maritime, et pendant la Première Guerre mondiale.
Maurice Mallet est inhumé au cimetière des Fauvelles de Courbevoie (1re division, allée transversale, tombe n° 10).

## Illustrations

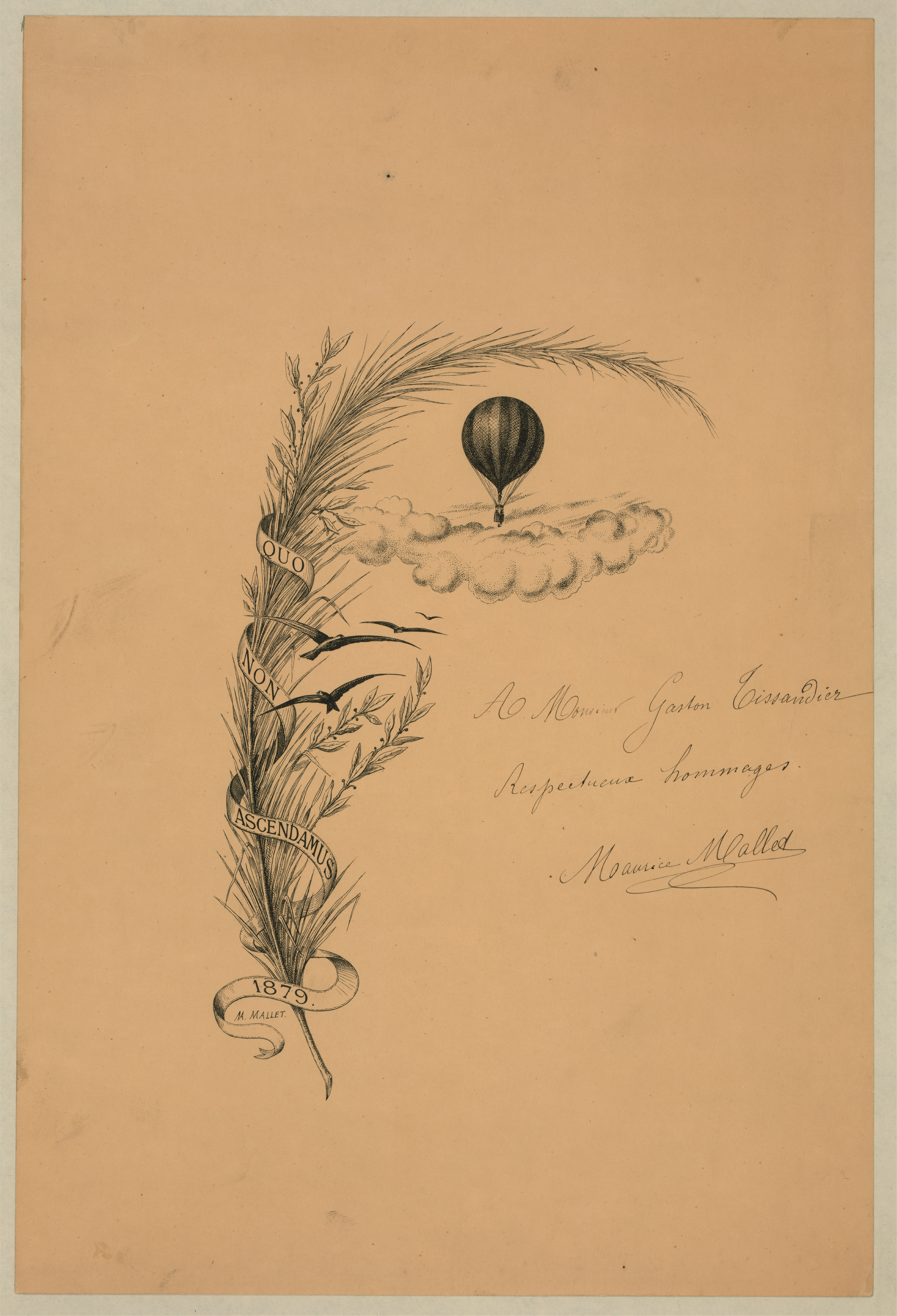
Dessin par Maurice Mallet (1879).
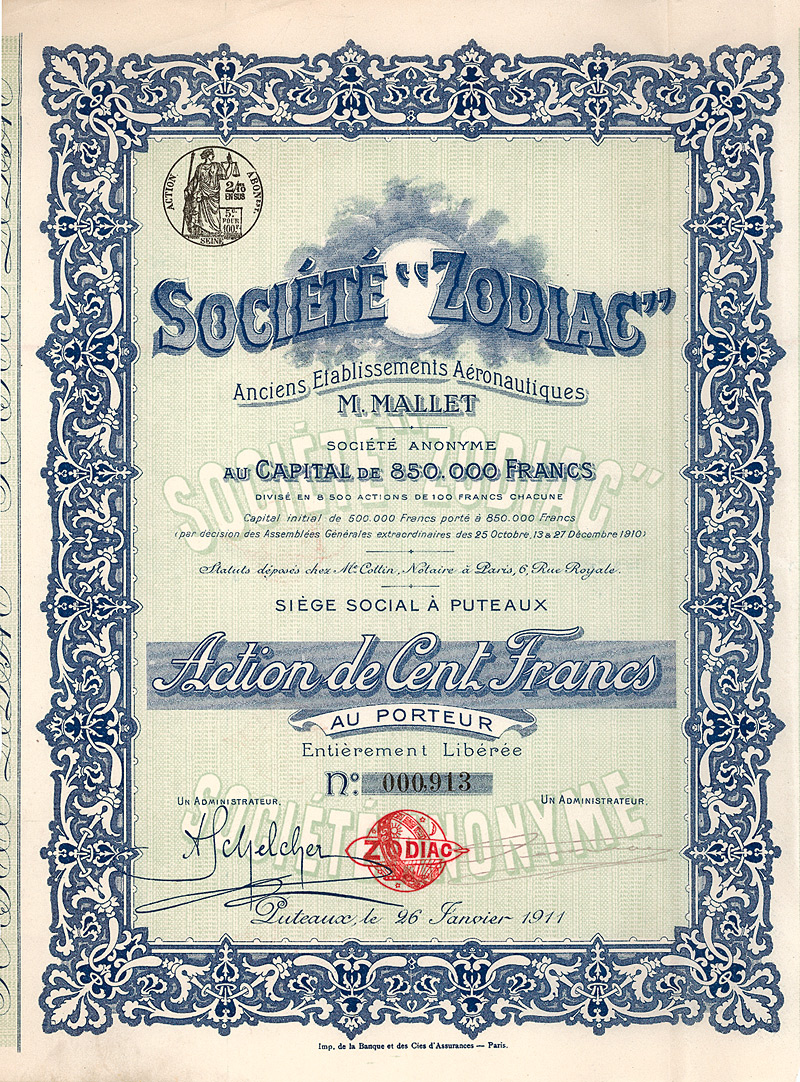
Action de la Société Zodiac le 26 janvier 1911.
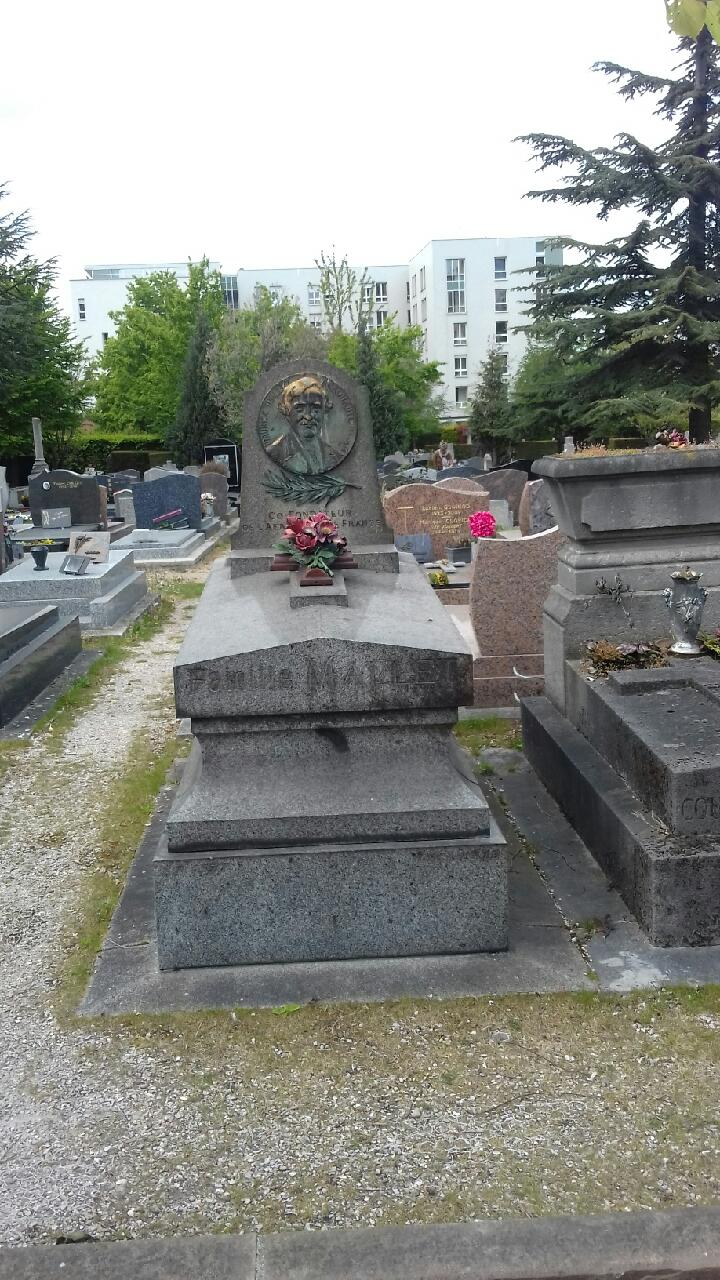
Sépulture à Courbevoie.
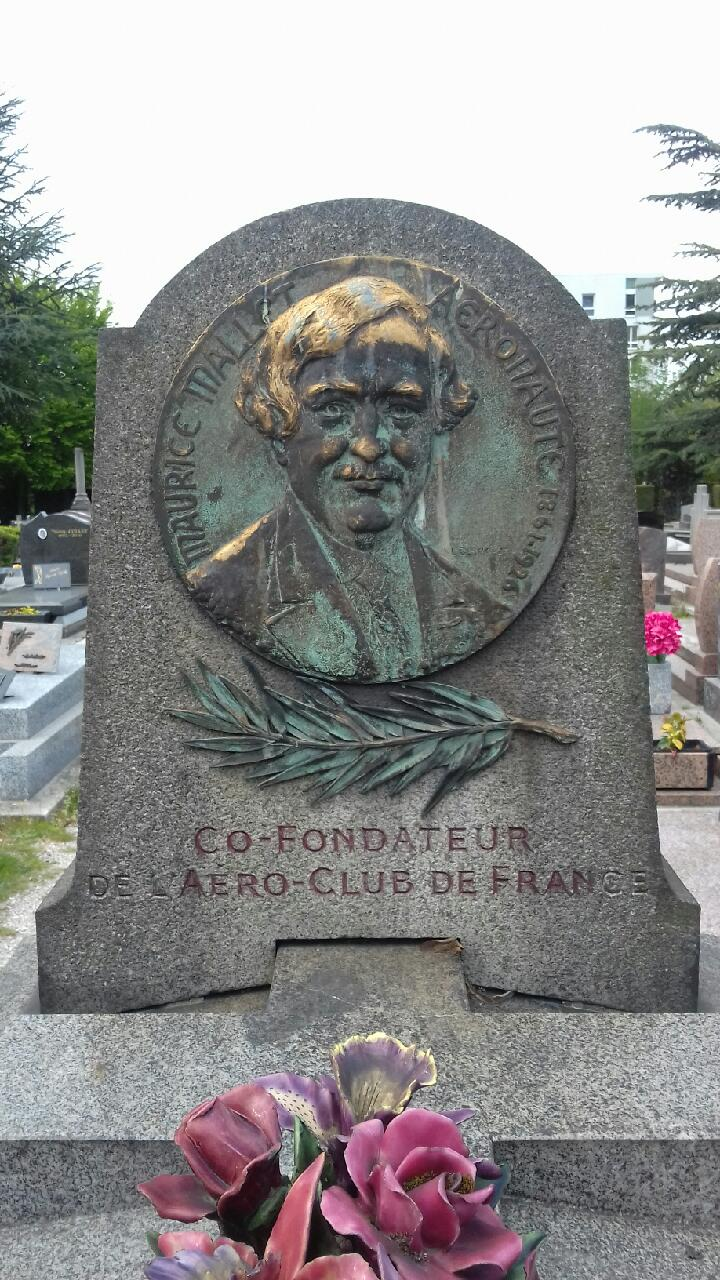
Détail de la sépulture.